# Tu Wei-ming
Tu Wei-ming oder Tu Weiming (chinesisch 杜维明, Pinyin Dù Wéimíng, * 6. Februar 1940 in Kunming, Provinz Yunnan) ist ein chinesischer Philosoph und Vertreter des „Neuen Konfuzianismus“ sowie Professor und Dekan am Institut für fortgeschrittene Geisteswissenschaften an der Peking-Universität. Gleichzeitig arbeitet er als Senior Fellow am Asia Center der Harvard-Universität.

## Biographie
Von 1999 bis 2010 war Tu Wei-ming Harvard-Yenching Professor für Chinesische Geschichte und Philosophie sowie Konfuzianismus am Institut für Ostasiatische Sprachen und Zivilisation an der Harvard-Universität. Außerdem war er Leiter des Harvard-Yenching Instituts (1996–2008) und Direktor des Instituts für Kommunikation und Kultur am East-West Center in Hawaii (1990–1991). Tu Wei-ming ist seit 1988 Mitglied der American Academy of Arts and Sciences.

### Jugend und Bildungsweg
Tu Wei-ming wurde 1940 in Kunming, Provinz Yunnan, geboren. Er erhielt seinen Bachelor (1961) in Sinologie an der Tunghai-Universität, Taiwan, und machte seinen Master (1963) in ostasiatischer Landeskunde. Seinen PhD (1968) erhielt er von der Harvard-Universität in Geschichte und ostasiatische Sprachen. Anschließend unterrichtete er an der Princeton University (1968–1971), an der University of California, Berkeley (1971–1981) und war von da an Fakultätsmitglied in Harvard. Als das Life-Magazin 1988 führende Intellektuelle nach ihrer Meinung zum „Sinn des Lebens“ befragte, antwortete Tu Wei-ming mit einer der zugänglichsten Einführungen in die Gedanken des „Neuen Konfuzianismus“.
Tu war Gastprofessor an der Peking-Universität, der Taiwan-Universität, der Chinesischen Universität Hong Kong und der Universität Paris. Er erhielt Ehrenprofessuren von der Zhejiang-Universität, der Renmin-Universität, der Zhongshan-Universität, der Cheung Kong Hochschule für Wirtschaftswissenschaften und der Akademie für Sozialwissenschaften Shanghai. Darüber hinaus erhielt er die Ehrendoktorwürde der Lehigh-Universität und der Michigan State Universität sowie der Shangdong Universität.
Im Jahr 2001 wurde Tu von Kofi Annan ernannt, um für die Vereinten Nationen am Dialog zwischen den Kulturen zu arbeiten. Dafür hielt er seit 2004 einige Reden vor der UNESCO, hauptsächlich über den interkulturellen Dialog, aber auch über ökologische Themen und nachhaltige Entwicklung. Außerdem war er einer von acht Spezialisten des Konfuzianismus, welche von der Regierung Singapurs beauftragt wurden, an einer Bildungsreform teilzuhaben und das Kurrikulum für konfuzianistische Ethik auszuarbeiten.

### Persönliches
Tu Wei-ming hat zwei Söhne und zwei Töchter: Eugene, Yalun, Marianna und Rosa. Ansonsten trat Tu auch in Bill Moyers Show „A world of Ideas“ zum Thema „A confucian life in America“ auf.

## Publikationen
Tu hat mehr als 30 Bücher in Chinesisch und Englisch verfasst. Dazu gehören:
- Tu, Weiming. (1976). Neo-Confucian thought in action: Wang Yang-Ming's youth. Berkeley, CA: University of California Press.
- Tu, Weiming. (1978). Humanity and self-cultivation: Essays in Confucian thought. Boston, MA: Asian Humanities Press.
- Tu, Weiming. (1984). Confucian ethics today: The Singapore challenge. Singapore: Federal Publications.
- Tu, Weiming. (1985). Confucian thought: Selfhood as creative transformation. Albany, NY: State University of New York Press.
- Tu, Weiming. (1989). Centrality and commonality: An essay on Confucian religiousness. Albany, NY: State University of New York Press.
- Tu, Weiming. (1989). Confucianism in historical perspective. Singapore: Institute of East Asian Philosophies.
- Tu, Weiming. (1993). Way, learning, and politics: Essays on the Confucian intellectual. Albany, NY: State University of New York Press.
- Tu, Weiming. (Ed.). (1994). China in transformation. Cambridge, MA: Harvard University Press.
- Tu, Weiming. (Ed.). (1994). The living tree: The changing meaning of being Chinese today. Stanford, CA: Stanford University Press.
- Tu, Weiming. (Ed.). (1996). Confucian traditions in East Asian modernity. Cambridge, MA: Harvard University Press.
- Tu, Weiming, & Tucker, Mary Evelyn. (Eds.). (2003/2004). Confucian spirituality (Vols. 1-2). New York: Crossroad.
- De Barry, William Theodore, & Tu, Weiming. (Eds.). (1998). Confucianism and human rights. New York: Columbia University Press.
- Liu, James T. C., & Tu, Weiming. (Eds.). (1970). Traditional China. Englewood Cliffs, NJ: Prentice-Hall.
- Yao, Xinzhong, & Tu, Weiming. (Eds.). (2010). Confucian studies (Vols. 1-4). London: Routledge.